# (44711) Carp
(44711) Carp ist ein Asteroid des inneren Hauptgürtels, der am 3. Oktober 1999 vom japanischen Astronomen Akimasa Nakamura am Kuma-Kōgen-Observatorium (IAU-Code 360) in Kumakōgen in der Präfektur Ehime auf der Insel Shikoku entdeckt wurde. Eine unbestätigte Sichtung des Asteroiden hatte es schon am 14. März 1988 unter der vorläufigen Bezeichnung 1988 EB3 am Palomar-Observatorium in Kalifornien gegeben.
Der Asteroid wurde am 6. August 2003 auf Vorschlag von Akimasa Nakamura nach der japanischen Baseball-Mannschaft Hiroshima Tōyō Carp benannt. Nakamura ist ein Fan der Mannschaft.